# لنس بس
جیمز لنس بس (به انگلیسی: James Lance Bass) (زاده ۱۴ می ۱۹۷۹ میلادی) خواننده و ترانه‌سرای پاپ و بازیگر آمریکایی است. وی بیشتر به خاطر حضور در گروه انسینک به شهرت رسید. وی در سال ۲۰۰۶ در کتاب خود (Out of Sync) همجنس گرا بودنش را اعلام کرد.

## زندگی شخصی

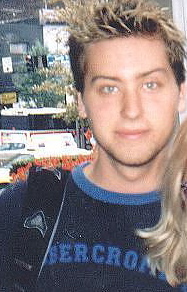
لنس بس

- ریچن لهمکهل ۲۰۰۷-۲۰۰۶
- پدرو آندراده ۲۰۰۸-۲۰۰۷
- بن تیگپن ۲۰۱۱-۲۰۰۸